# Партия социального кредита Британской Колумбии
Па́ртия социа́льного креди́та Брита́нской Колу́мбии (англ. British Columbia Social Credit Party) — политическая партия, основанная в 1935 и действующая на провинциальном уровне в Британской Колумбии (Канада).
Она находилась у власти более тридцати лет с провинциальных выборов 1952 до выборов 1991. Эти три десятилетия партия господствовала на британо-колумбийской политической арене с единственным перерывом между выборами 1972 и 1975, когда к власти удалось прийти Новой демократической партии Британской Колумбии.
Несмотря на то что Партия социального кредита основана с целью проведения в жизнь теории социального кредита и денежной реформы, она стала политической основой для сторонников экономического, а впоследствии и социального, консерватизма в провинции, скоро отказавшихся от идеологии социального кредита.
В настоящее время Партия социального кредита стала второстепенной партией, выдвигающей достаточное число кандидатов для того, чтобы оставаться зарегистрированной, но не более того. Члены партии иногда называются «кредитистами» от фр. créditiste, по-английски они более известны как англ. Socreds.